# Xavier Armange
Xavier Armange (Nantes, 17 giugno 1947) è uno scrittore e fotografo francese noto autore di romanzi per ragazzi e di storie illustrate da lui stesso.
Ha fondato una casa editrice nella cittadina di Les Sables-d'Olonne, nel dipartimento della Vandea, che ha pubblicato oltre cento testi.
Come fotografo, s'interessa soprattutto all'Asia, in particolare all'India, terra che ben conosce per i suoi viaggi a Varanasi - che chiama col nome di Benares - e che ha saputo ben raccontare nei suoi romanzi e nelle foto dei suoi album. Nel 2008 ha pubblicato Bénarès, au-delà de l'Éternité (Bénarès, al di là dell'eternità), forse la sua maggiore opera fotografica. Come scrittore, ha scritto alcuni romanzi polizieschi e storie per bambini. È ancora poco conosciuto in Italia e nel resto dell'Europa.

## Elenco delle opere fotografiche e dei romanzi (in Francese)
- Série Les Clowns (albums, textes et illustrations, éditions Hatier)
  - Le Clown de toutes les couleurs
  - Le clown se déshabille
  - Le Clown musicien
  - Le Clown et ses amis
- L'Arbre de l'an bientôt, éditions La Farandole
- Les Structures administratives, texte d'Henri-Victor Mallard, éditions Mellinet
- C'est la fête, éditions Hatier
- Série J'explore mon corps (albums, illustrations, textes de Jean Recoing, éditions Hatier)
  - La Planète Poumon
  - Le Cœur satellite
- Dragon l'ordinaire, roman, éditions Flammarion, Castor Poche (Prix du Donjon)
- Série Les Mille Mots de Julie, édition en langue française (Les Deux Coqs d'Or)
  - Cache-Cache à la ville
  - Cache-Cache à la campagne
  - Cache-Cache en voyage
- Série Les Mille Mots de Julie, édition américaine (Derrydale Books, New York)
  - Find-A-Word in the City
  - Find-A-Word in the Country
  - Find-A-Word on Vacation
- Série Les Mille Mots de Julie, édition espagnole (Grijalbo Junior, Barcelone)
  - ¿ Que Ves en la Ciudad ?
  - ¿ Que Ves en el campo ?
  - ¿Que Ves... viajando ?
- Série Les Mille Mots de Julie, édition allemande (Hachette-Pestalozzi, Erlangen)
  - Auf dem Land
  - Auf der Reise
- Le Prisonnier de la bibliothèque, roman jeunesse, éditions D'Orbestier
- Le Livre de cave des vins de France, livre-guide pratique, éditions de Communication
- Le Calife que personne n'aimait, roman jeunesse, illustrations de Devis Grébu, éditions Bayard-Poche
  - El Califa infeliz, édition espagnole, Leoleo 4
- Guide des jeunes. 1000 réponses pratiques, guide pratique, avec Zoé Bosquet, éditions D'Orbestier
- La Malle sanglante du Puits d'Enfer, roman policier historique, éditions D'Orbestier
- Contes et légendes insolents de l'Ouest, illustration de Michel Guyon, éditions D'Orbestier
- L'Anneau de Dragon - Dragon l'ordinaire, roman jeunesse, éditions D'Orbestier
- Le Supermarché en folie, roman jeunesse, illustrations de Nicole Claveloux, éditions D'Orbestier
- Gilbert Prouteau : Je passe aux aveux !, livre d'entretiens, éditions D'Orbestier
- Une histoire peu commune. Conseils municipaux des enfants et des jeunes. Jeune Citoyen, conte vécu, éditions D'Orbestier
- Guide des séniors. 1000 réponses pratiques, guide pratique, avec Zoé Bosquet, éditions D'Orbestier
- La Révolte des cochons, conte philosophique, illustrations de Charles Dutertre, Collection Zigoto, éditions D'Orbestier
- Contes indiens du seigneur éléphant, conte et voyage en Inde, photographismes de l'auteur, Collection Contes de la Planète bleue, éditions D'Orbestier
- BENARES, au-delà de l'éternité, beau livre textes et 175 photos de l'auteur. Avec un dépliant en hors-texte, panorama géant des rives du Gange, 3,20 m (7 volets, 1,60 m recto verso)